# بخش بروس، شهرستان تاد، مینه سوتا
بخش بروس (به انگلیسی: Bruce Township) یک منطقهٔ مسکونی در ایالات متحده آمریکا است که در شهرستان تاد، مینه‌سوتا واقع شده‌است.
 بخش بروس ۹۳٫۴ کیلومتر مربع مساحت و ۵۶۴ نفر جمعیت دارد و ۳۸۶ متر بالاتر از سطح دریا واقع شده‌است.